# Whatever People Say I Am, That's What I'm Not
Whatever People Say I Am, That's What I'm Not er navnet på debutalbummet af den engelske indierockgruppe Arctic Monkeys. Albummet blev udgivet i 2006 og solgte over 360.000 eksemplarer på bare den første uge, og blev det hurtigst solgte debutalbum nogensinde. Albummet blev rost af musikanmeldere, og kåret til det 9. bedste album nogensinde af MTV.

## Numre
1. " The View From The Afternoon
2. " I Bet You Look Good on the Dancefloor
3. " Fake Tales Of San Francisco
4. " Dancing Shoes
5. " You Probably Couldn't See For The Lights But You Were Looking Straight At Me
6. " Still Take You Home
7. " Riot Van
8. " Red Light Indecates Doors Are Secured
9. " Mardy Bum
10. " Perhaps Vampires Is A Bit Strong But...
11. " When The Sun Goes Down
12. " From Ritz To The Rubble
13. " A Certain Romance